# Agia Paraskevi
Agia Paraskevi (Άγια Παρασκευή) este o suburbie a Atenei, Grecia. Se află la o distanță de aproximativ 5 până la 6 km. Are o suprafață de aproximativ 36 de hectare. Se află în sud-est. Este o zonă rezidențială, iar strada sa principală este Mesogeiou. Înainte de anii 1930 în aceste zone predomina agricultura.
- Arie: 13 km²
- Locație: 38.005 (38°0'9') N, 23.82 (23°49'15') E
- Altitudine: 200, 230 (cen.), 800 m
- Cod poștal: 153 xx, 154 xx

## Populație
| An   | Populație | Densitate    |
| ---- | --------- | ------------ |
| 1981 | 32 904    | 4 700,57/km² |
| 1991 | 47 463    | 6 780,43/km² |

## Personalitate
- Aliki Vougiouklaki (20/07/1934 - 20/23/1996 in Atena)